# Gymnocheta bidentatus
Gymnocheta bidentatus là một loài ruồi trong họ Tachinidae.